# ドヴィニア
ドヴィニア (Dvinia) は古生代ペルム紀後期の約2億4,800万 - 約2億4,500万年前に生息していた単弓類の絶滅した属。単弓綱 - 獣弓目 - キノドン亜目。キノドン類の中でも最初期のグループドヴィニア科唯一の属。ロシア、北ドヴィナ川流域のアルハンゲリスク近郊で発見された。

## 特徴
頭骨の他にはわずかな部分骨格しか発見されていないので、胴体の詳細は分かっていない。頭骨の特徴としては吻部が細く、頬骨弓が張り出すことで顔の幅が広がるという哺乳類的な形態となっていることである。しかし、二次口蓋が前後で開くなど不完全であり、また上下各三対の切歯とともに前犬歯も持ち、下顎の歯骨比率が小さいなど祖先的な特徴を多く持つ。しかし、頬歯はキノドン類としては非常に特殊化している。犬歯後方の歯のうち、犬歯側の幾つかは小さく単純な構造であったが、後方の七本は中央の大きな主咬頭の周囲を小さな副咬頭がとり囲むという非常に複雑な構造となっている。この頬歯列は互いに噛み合うのではなく、すれ違って二次口蓋及び歯骨外縁部と噛み合っている。この噛み合う部分には、おそらく厚い角質の層があったのではないかと推定されている。かれらはこの歯列で昆虫を捕食したほか、植物なども食べたといわれる。